# (281140) Trier
(281140) Trier ist ein Asteroid des inneren Hauptgürtels, der sich zwischen Mars und Jupiter befindet.
Er wurde am 16. Februar 2007 von den deutschen Amateurastronomen Erwin Schwab und Rainer Kling von der Hans-Ludwig-Neumann-Sternwarte (IAU-Code B01) auf dem Kleinen Feldberg im Taunus aus entdeckt.
Der Asteroid wurde am 14. Mai 2014 nach der Stadt Trier in Rheinland-Pfalz benannt. Die Stadt wurde vor über 2000 Jahren als Augusta Treverorum gegründet. In Trier findet sich die Schulsternwarte auf dem Dach der Universität Trier und die 2004 eröffnete Sternwarte Irsch.